# H-Blockx
H-Blockx ist eine deutsche Rockband, die 1990 von Henning Wehland am Gymnasium Wolbeck im westfälischen Münster gegründet wurde. Sie gilt als ein deutscher Vorreiter der Stilrichtung Crossover. Neben den sieben Alben und einem Best-of-Album schrieben sie unter anderem den Soundtrack zu dem deutschen Kinofilm Bang Boom Bang – Ein todsicheres Ding.
Der Bandname leitet sich vom Begriff „H-Block“ ab, mit dem die charakteristisch geformten Gebäude des Gefängnisses „HMP Maze“ während des Nordirlandkonflikts bezeichnet wurden.

## Bandgeschichte
Die erste Single Risin’ High, die sich 1995 in einer zweiten Veröffentlichung in den Charts etablieren konnte, verkaufte sich bereits 1993, ohne explizit beworben zu werden, allein durch Mundpropaganda 10.000 Mal und bildete einen soliden Grundstein für das Debütalbum Time to Move. Dieses avancierte mit 62 Chartwochen nicht nur zu dem deutschen Album des Jahres, sondern erreichte zudem mit über 750.000 verkauften Exemplaren Goldstatus. Darüber hinaus wurden die H-Blockx 1994 bei den MTV Europe Music Awards als German Local Hero ausgezeichnet. Durch die große Beliebtheit des Musikstils im Snowboard-Genre gastierte die Band im Dezember 1995 beim ausverkauften Air-&-Style-Contest in Innsbruck neben Clawfinger. Zudem wurden sie 1995 für den „MTV Breakthrough Artist Award“ nominiert.
Im folgenden Jahr wurde Risin’ High mit dem VIVA-Cometen für das beste nationale Video des Jahres prämiert und eine erste ausgedehnte Tournee durch Europa gestartet. Nach Veröffentlichung des zweiten Albums Discover My Soul 1996 traten die H-Blockx als Vorgruppe von Bon Jovi bei diversen Open-Air-Konzerten auf und gingen erneut auf Europatournee.

1997 verließ Schlagzeuger Mason die H-Blockx aus gesundheitlichen wie auch privaten Gründen; er wurde 1998 durch Marco Minnemann von den Freaky Fukin Weirdoz ersetzt. Das dritte Studioalbum Fly Eyes wurde im selben Jahr fertiggestellt, und die Band trat auf der Warped Tour innerhalb Europas auf. Nach nur einem Jahr mit neuem Drummer stand die Band erneut ohne Schlagzeuger da, nachdem Marco Minnemann die H-Blockx 1999 wieder verlassen hatte. Diese Lücke konnte durch Steffen Wilmking von Thumb geschlossen werden, so dass noch im selben Jahr der Soundtrack zur deutschen Actionkomödie Bang Boom Bang – Ein todsicheres Ding geschrieben und eingespielt werden konnte, in der die Bandmitglieder zudem in kleineren Rollen zu sehen sind. Auch in den USA konnten die H-Blockx Erfolge feiern, als sie 1999 auf der Warped Tour neben namhaften Künstlern wie Eminem, Ice-T, blink-182 und den Suicidal Tendencies auftraten. Mit Oh Hell Yeah steuerten sie den Titelsong zum vierten offiziellen World-Wrestling-Federation-Sampler bei, der sich 1,4 Millionen Mal verkaufte und Platz 4 der Billboard Charts erreichte. Das zugehörige Musikvideo wurde in Los Angeles unter Beteiligung des US-Wrestlers Steve Austin gedreht. Im Anschluss gingen die H-Blockx als Support von Biohazard erneut auf eine sechswöchige US-Tournee.

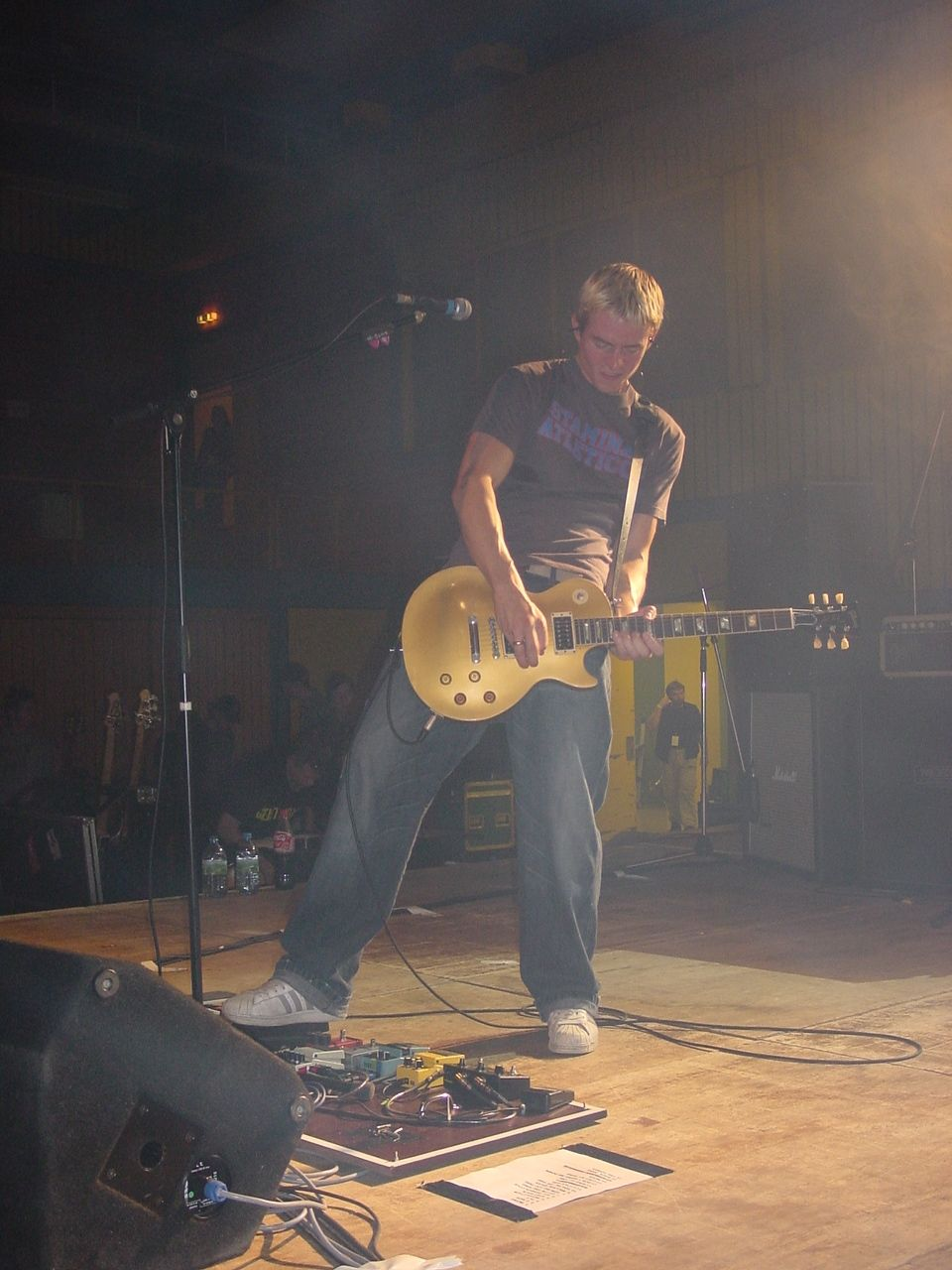
Gitarrist Tim Tenambergen (2002)

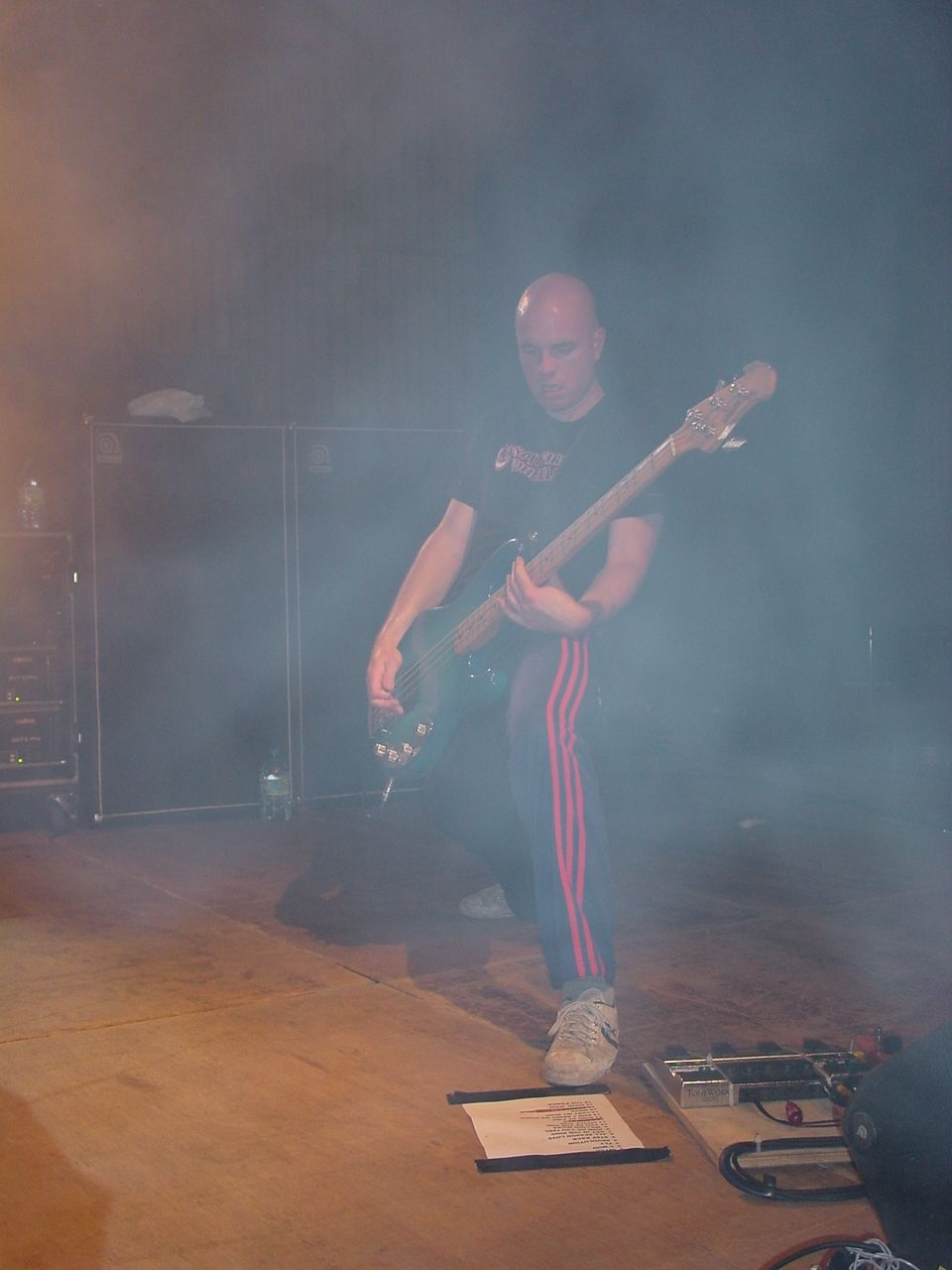
Bassist Stephan „Gudze“ Hinz (2002)

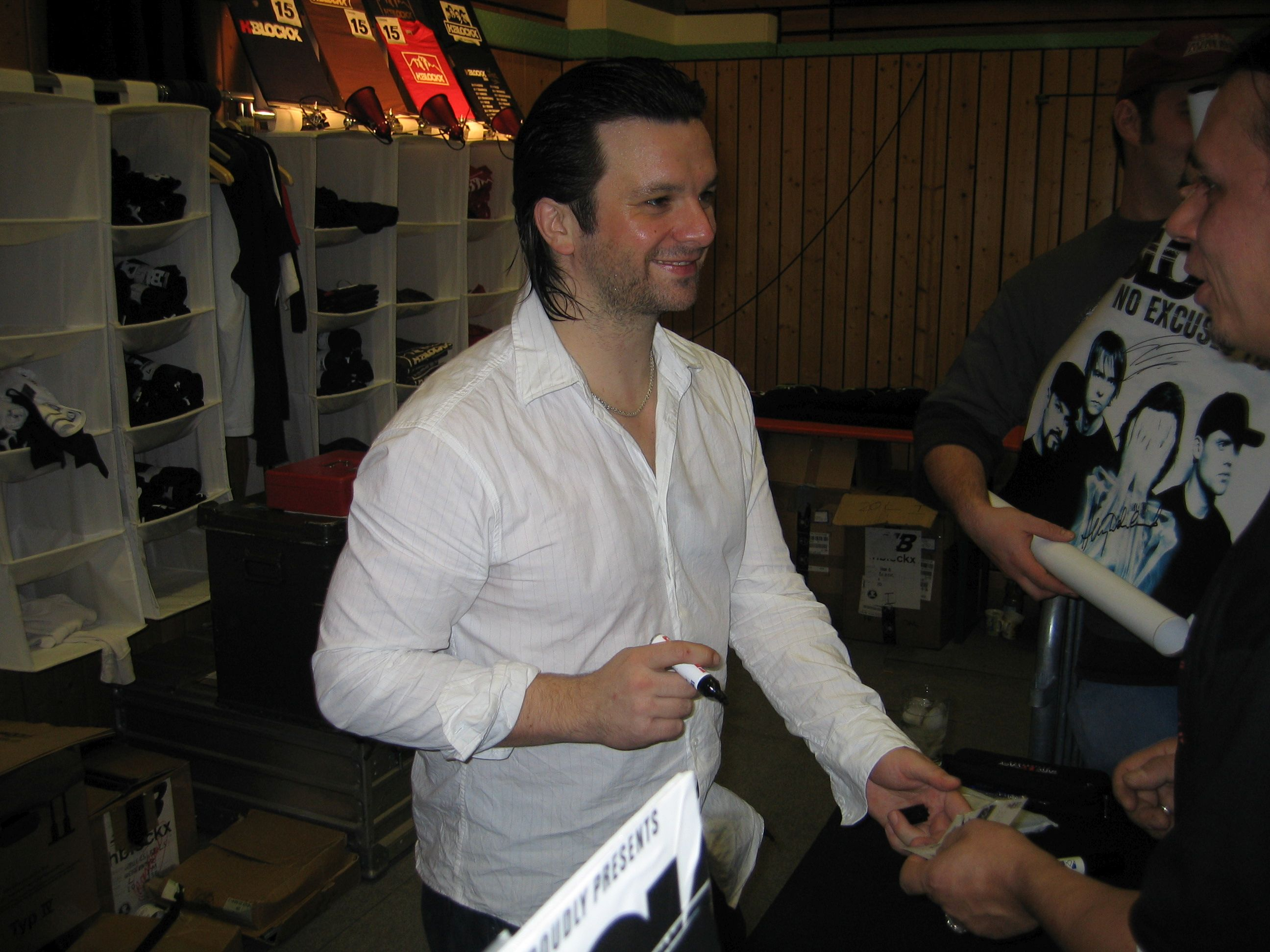
Sänger Henning Wehland (2004)

Im Oktober 2000 verließ Dave Gappa die Band, 2001 ersetzte Dog den Schlagzeuger Steffen Wilmking. 2002 wurde die Single Get in the Ring des gleichnamigen Albums zur offiziellen „Walk-In-Hymne“ des Boxweltmeisters Sven Ottke. 2003 trat Henning Wehland in der Folge „Das Konzert“ der Comedy-Serie Axel! von Axel Stein auf, in der den H-Blockx die Rolle des Headliners des „Smash Festivals“ zukam. Weitere Single- und Alben-Veröffentlichungen konnten sich ebenfalls stets in den Charts platzieren. Livekonzerte bei mehreren Tourneen und Auftritte bei Rock am Ring und Rock im Park absolvierte die Gruppe sehr erfolgreich. Das erste Best-of-Album erschien 2004 unter dem Titel More Than A Decade, dessen CD-Cover das Ostgebäude der National Gallery of Art zeigt.
Zu ihrem 15-jährigen Bühnenjubiläum am 7. Mai 2005 trat die Gruppe beim Eurocityfest auf dem Domplatz ihrer Heimatstadt Münster auf.
Beim sechsten Studioalbum Open Letter to a Friend konnten sich Band und Management über den Sound des Albums sowie dessen Vermarktung nicht einigen. Im Verlauf der Verhandlungen kommt es zu einer Wette: „Einmalig in der Geschichte der deutschen Plattenindustrie bietet sich eine Band an, sowohl die kreative, als auch finanzielle Verantwortung zu übernehmen.“ Die Vereinbarung besagte, dass die Plattenfirma nur dann für die entstehenden Marketing-Kosten aufkomme, falls das Video der ersten Single Countdown to Insanity bei YouTube mindestens 100.000 Aufrufe verzeichne oder sich die Single unter den Top-10-Titeln der deutschen Singlecharts platzieren könne. Am 6. August 2007 wurde bei YouTube der 100.000. Aufruf des Videoclips verzeichnet, wodurch die H-Blockx die Wette gewannen. Am 8. September 2007 gaben sie vor rund 5000 Zuschauern eine Gratis-Show auf dem Münsteraner Domplatz. Als Bühne diente ihr Guerilla-Tour-Bus.
Am 25. Mai 2012 erschien das siebte Studioalbum unter dem Titel HBLX, der aus einer Idee aus den 1990er Jahren entstand, da bei der Beschriftung von 2-Zollbändern für Tonbandgeräte häufig auf Abkürzungen zurückgegriffen werden musste. Am selben Tag wurde mit Hi Hello die erste (und einzige) Single von diesem Album veröffentlicht.
Im darauffolgenden Jahrzehnt traten die H-Blockx nur sehr sporadisch in Erscheinung. Während es in den Sommern der Jahre 2022–2024 einige Auftritte bei Festivals gab, ging die Band im Oktober 2024 auf Headliner-Tour, um das 30-jährige Jubiläum ihres Debütalbums Time to Move zu feiern. Mit dabei war auch der ehemalige Sänger Dave Gappa. Auf der Tour wurde mit Fallout ein neuer Song gespielt und eine Aussicht auf mehr neue Musik und eine Tournee im Jahr 2025 gestellt. Die am 8. November veröffentlichte Single Fallout ist ihre erste Veröffentlichung seit zwölf Jahren. 2025 geht die Band auf „Fillin’ the Blank“-Tour, die elf Stationen in Deutschland und der Schweiz umfasst.

## Diskografie

### Studioalben

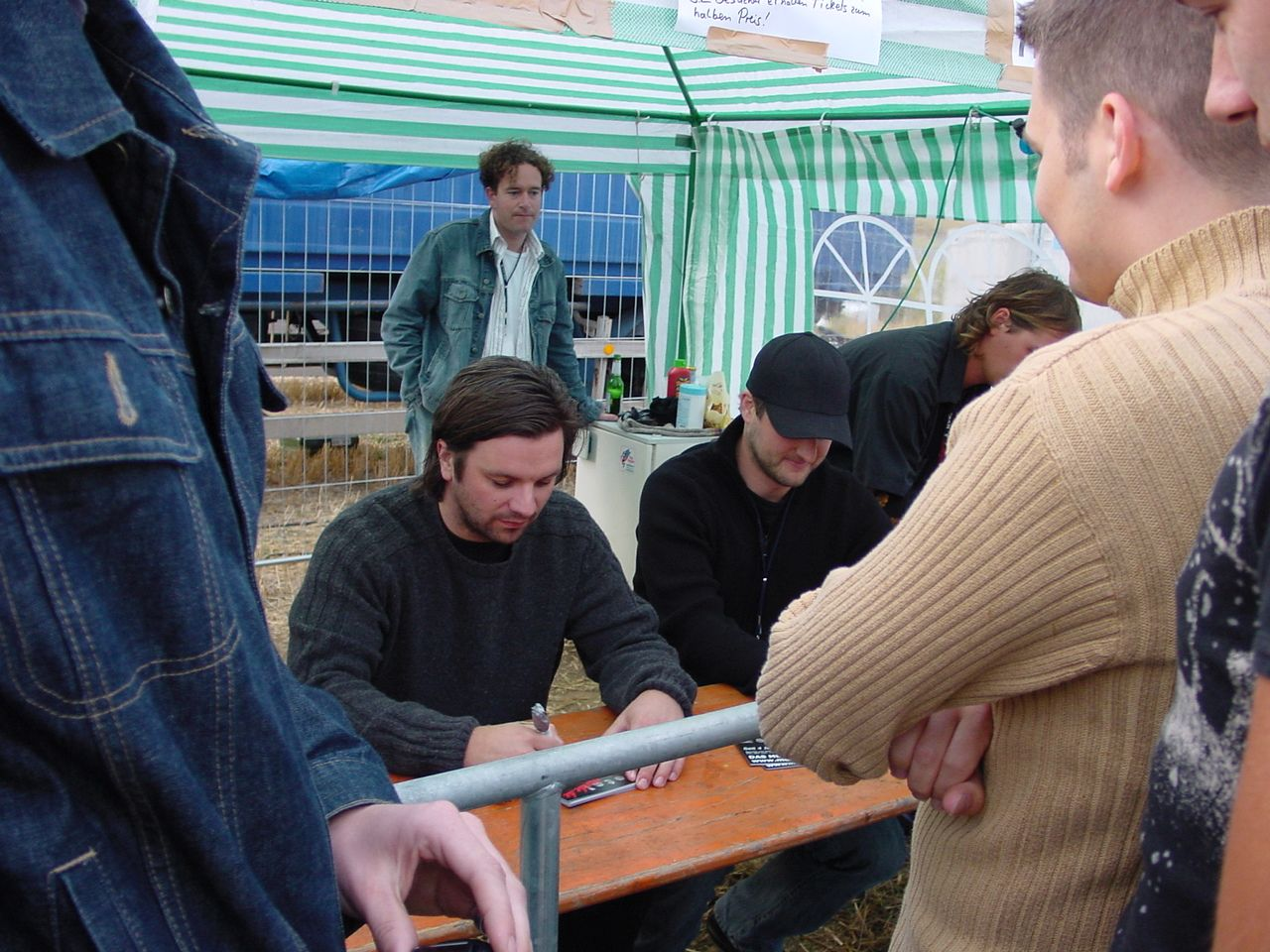
Die Sänger Henning Wehland und Dave Gappa während einer Autogrammstunde (2003)

| Jahr | Titel                   | Höchstplatzierung, Gesamtwochen, AuszeichnungChartplatzierungen (Jahr, Titel, Platzierungen, Wochen, Auszeichnungen, Anmerkungen) | Höchstplatzierung, Gesamtwochen, AuszeichnungChartplatzierungen (Jahr, Titel, Platzierungen, Wochen, Auszeichnungen, Anmerkungen) | Höchstplatzierung, Gesamtwochen, AuszeichnungChartplatzierungen (Jahr, Titel, Platzierungen, Wochen, Auszeichnungen, Anmerkungen) | Anmerkungen                                                 |
| Jahr | Titel                   | DE | AT | CH | Anmerkungen                                                 |
| ---- | ----------------------- | --- | --- | --- | ----------------------------------------------------------- |
| 1994 | Time to Move            | DE14 Gold · (58 Wo.)DE | AT11 Gold · (21 Wo.)AT | CH8 Gold · (24 Wo.)CH | Erstveröffentlichung: 5. September 1994 Verkäufe: + 300.000 |
| 1996 | Discover My Soul        | DE7 (16 Wo.)DE | AT5 (11 Wo.)AT | CH15 (8 Wo.)CH | Erstveröffentlichung: 30. September 1996                    |
| 1998 | Fly Eyes                | DE19 (18 Wo.)DE | AT20 (14 Wo.)AT | CH44 (3 Wo.)CH | Erstveröffentlichung: 25. Mai 1998                          |
| 2002 | Get in the Ring         | DE14 (10 Wo.)DE | AT21 (9 Wo.)AT | CH45 (7 Wo.)CH | Erstveröffentlichung: 14. Januar 2002                       |
| 2004 | No Excuses              | DE14 (8 Wo.)DE | AT23 (5 Wo.)AT | CH53 (4 Wo.)CH | Erstveröffentlichung: 7. Juni 2004                          |
| 2007 | Open Letter to a Friend | DE14 (5 Wo.)DE | AT43 (2 Wo.)AT | CH51 (2 Wo.)CH | Erstveröffentlichung: 24. August 2007                       |
| 2012 | HBLX                    | DE31 (1 Wo.)DE | AT66 (1 Wo.)AT | CH85 (1 Wo.)CH | Erstveröffentlichung: 25. Mai 2012                          |

### Livealben
- 2002: Live

### Kompilationen
| Jahr | Titel                                 | Höchstplatzierung, Gesamtwochen, AuszeichnungChartsChartplatzierungen (Jahr, Titel, Platzierungen, Wochen, Auszeichnungen, Anmerkungen) | Anmerkungen                            |
| Jahr | Titel                                 | DE | Anmerkungen                            |
| ---- | ------------------------------------- | --- | -------------------------------------- |
| 2004 | More Than a Decade – Best of H-Blockx | DE66 (1 Wo.)DE | Erstveröffentlichung: 25. Oktober 2004 |

### Soundtracks
| Jahr | Titel          | Höchstplatzierung, Gesamtwochen, AuszeichnungChartsChartplatzierungen (Jahr, Titel, Platzierungen, Wochen, Auszeichnungen, Anmerkungen) | Anmerkungen                           |
| Jahr | Titel          | DE | Anmerkungen                           |
| ---- | -------------- | --- | ------------------------------------- |
| 1999 | Bang Boom Bang | DE30 (5 Wo.)DE | Erstveröffentlichung: 30. August 1999 |

### Singles
| Jahr | Titel Album                                   | Höchstplatzierung, Gesamtwochen, AuszeichnungChartplatzierungen (Jahr, Titel, Album, Platzierungen, Wochen, Auszeichnungen, Anmerkungen) | Höchstplatzierung, Gesamtwochen, AuszeichnungChartplatzierungen (Jahr, Titel, Album, Platzierungen, Wochen, Auszeichnungen, Anmerkungen) | Höchstplatzierung, Gesamtwochen, AuszeichnungChartplatzierungen (Jahr, Titel, Album, Platzierungen, Wochen, Auszeichnungen, Anmerkungen) | Anmerkungen                                           |
| Jahr | Titel Album                                   | DE | AT | CH | Anmerkungen                                           |
| ---- | --------------------------------------------- | --- | --- | --- | ----------------------------------------------------- |
| 1993 | Risin’ High Time to Move                      | DE34 (16 Wo.)DE | — | — | Erstveröffentlichung: 1993                            |
| 1994 | Move Time to Move                             | DE34 (18 Wo.)DE | — | — | Erstveröffentlichung: 1994                            |
| 1996 | How Do You Feel? Discover My Soul             | — | — | CH28 (1 Wo.)CH | Erstveröffentlichung: 12. August 1996                 |
| 2000 | Ring of Fire Get in the Ring                  | DE13 (17 Wo.)DE | AT10 (13 Wo.)AT | CH42 (12 Wo.)CH | Erstveröffentlichung: 3. April 2000 vs. Dr. Ring-Ding |
| 2001 | C’mon Get in the Ring                         | DE83 (1 Wo.)DE | — | — | Erstveröffentlichung: 29. Oktober 2001 feat. B & K    |
| 2002 | The Power Get in the Ring                     | DE48 (7 Wo.)DE | AT51 (5 Wo.)AT | — | Erstveröffentlichung: 4. Februar 2002 feat. Turbo B   |
| 2004 | Leave Me Alone No Excuses                     | DE55 (7 Wo.)DE | AT59 (4 Wo.)AT | — | Erstveröffentlichung: 24. Mai 2004                    |
| 2004 | Celebrate Youth No Excuses                    | DE42 (8 Wo.)DE | — | — | Erstveröffentlichung: 30. August 2004                 |
| 2007 | Countdown to Insanity Open Letter to a Friend | DE35 (9 Wo.)DE | AT51 (5 Wo.)AT | — | Erstveröffentlichung: 10. August 2007                 |

Weitere Singles
- 1995: Go Freaky
- 1995: Little Girl
- 1996: Gimme More
- 1996: Step Back
- 1998: Fly
- 1998: Take Me Home
- 1999: Time of My Life
- 2002: Get in the Ring
- 2002: Little Girl (Live)
- 2012: Hi Hello
- 2024: Fallout

### Videoalben
- 2002: Live
- 2004: More Than a Decade – The Best of H-Blockx

## Auszeichnungen
- Comet
  - 1995: für „Video des Jahres“ (Risin’ High)